# 为爱起程
《为爱起程》（英語：The Last Station）是一部2009年德国传记式英文电影，由邁克爾·霍夫曼执导和编写，改编自1990年杰·帕里尼传记式同名小说，里面记载了列夫·托爾斯泰生命中的最后一个月。电影明星克里斯多夫·柏麥饰演托尔斯泰，海倫·米蘭则饰演其妻子索菲亞·別爾斯。这部电影讲述了索菲亚与其门徒弗拉基米爾·切爾科夫为了其遗产和著作权之间的斗争。这部电影在2009年特柳賴德电影节上首映。

## 剧情
蘇菲亞（海倫·米蘭 飾）發現她厭惡的切爾科夫（保羅·吉馬蒂 飾），也就是托爾斯泰（克里斯多夫·柏麥 飾）信賴的门徒兼知音，可能私下遊說她丈夫簽下一份新的遺囑，將其代表性的小說著作權留給俄國人民，而非由他的家人繼承，可想而知她氣急敗壞想要阻止這件事情的發生。於是她決定無所不用其極，施展各種不同的計謀和籌碼，力抗爭取她認為是理所當然的自身權利。不過，她的行為和手法愈激烈，反而使得伽科夫愈容易說服托爾斯泰相信她會對他輝煌的遺產造成損害。 
此際，閱歷甚淺的年輕人瓦倫廷（詹姆斯·麥艾維 飾）被派遣來擔任托爾斯泰的新助理，他十分崇拜他的新老闆，不過也因此陷入這般詭譎的局勢。不久，他成為這場爭奪風波的棋子，先是受到詭計多端的伽科夫利用，然後是傷心轉為報復的蘇菲亞將他視為破壞伽科夫計劃的工具。此外，有一件事使得瓦倫廷的生活變得更紛亂，那就是他神魂顛倒地迷戀上美麗又活潑的瑪莎（安－瑪莉・達芙 飾），這位非傳統女性的思想自由，是托爾斯泰新信仰的擁護者，對於性和愛都抱持開放態度，但這兩者卻是最令瓦倫廷感到退卻和困惑的兩項人生大事。瓦倫廷著迷於托爾斯泰的理想愛情觀念，同時卻因托爾斯泰豐富卻騷動的婚姻生活感到迷惑，他還沒有準備好面對真實世界中的複雜難解愛情。 

## 主要角色
- 列夫·托爾斯泰（Leo Tolstoy）：克里斯多夫·柏麥 飾
- 索菲亚（Sophia Tolstaya）：海倫·米蘭 飾
- 弗拉基米爾·切爾科夫（Vladimir Chertkov）：保羅·吉馬蒂 飾
- 瓦伦廷·費奧多羅維奇·布尔加科夫（Valentin Fedorovich Bulgakov）：詹姆斯·麥艾維 飾
- 玛莎（Masha）：凱瑞·康頓 飾
- 亞歷山德拉·托爾斯泰婭（Alexandra Tolstaya）：安－瑪莉・達芙（英语：Anne-Marie Duff） 飾
- 谢尔盖延科（Sergeyenko）：派翠克·甘迺迪 飾
- 杜尚医生（Dr. Dušan Makovický）：約翰·塞森斯（英语：John Sessions） 飾
- 安德烈（Andrey）：托马斯·史宾塞（英语：Tomas Spencer） 飾
- 伊万（Ivan）：克里斯蒂昂·高尔（英语：Christian Gaul） 飾

## 奖项
- 2009年罗马国际电影节（英语：Rome International Film Festival）最佳女主角：海倫·米蘭[5]

## 家庭媒体
这部电影在2010年6月22日释出了DVD和蓝光光碟。一个评论家批评光碟缺乏特色。